# Paris-Saclay
Paris-Saclay er en forskerpark nær Saclay i Île-de-France. Det omfatter forskningsinstitutioner, to franske universiteter med højere uddannelsesinstitutioner (grandes écoles) og forskningscentre for private virksomheder. I 2014 repræsenterede det næsten 15 % af den franske videnskabelige forskningskapacitet.
De første bebyggelser går tilbage til 1950'erne, og området blev udvidet flere gange i løbet af 1970'erne og 2000'erne. Flere campusudviklingsprojekter er i øjeblikket i gang, herunder flytning af nogle faciliteter.
I 2013 rangerede Technology Review Paris-Saclay blandt de 8 bedste forskningsklynger i verden.
Området er nu hjemsted for mange af Europas største højteknologiske virksomheder, samt de franske universiteter, Université Paris-Saclay (CentraleSupélec, ENS Paris-Saclay, ...) og Institut polytechnique de Paris (École Polytechnique, Télécom ParisTech, HEC Paris, ...). I ARWU 2020-ranglisten rangeredes Université Paris-Saclay som nr 14. i verden for matematik og 9. i verden for fysik (1. i Europa).
Målet var at skabe et internationalt videnskabs- og teknologicenter, der kunne konkurrere med andre højteknologiske distrikter som Silicon Valley eller Cambridge, MA.